# Elektriciteitscentrale Thierbach
De Elektriciteitscentrale Thierbach was een met bruinkool gestookte thermische centrale in Thierbach, in de Duitse gemeente Kitzscher. De bouw van de centrale werd in 1967 gestart. De schoorsteen behoorde met 300m lengte tot de hoogste vrijstaande constructies in de voormalige DDR.
De centrale is na de Duitse hereniging in 1999 stilgelegd. Op 19 oktober 2002 werd de schoorsteen opgeblazen en op 24 maart 2006 werden ook de koeltorens opgeblazen.